# 城下町新発田ふるさとまつり
城下町新発田ふるさとまつり（じょうかまちしばたふるさとまつり）は、新潟県新発田市内にて毎年8月27日から29日に行われる祭りである。江戸時代からつづく新発田諏訪神社の祭礼から始まったものである。現在の名前に変更される前は新発田まつりと称しており、今も通称として用いられている。2020年（令和2年）と2021年（令和3年）は新型コロナウィルス感染症のため中止となった。

## 行事内容
- 奉納台輪
- しばたっ子まつり
  - オープンパレード
  - おまつり広場
  - パフォーマンス広場（市内小学校生による安兵衛太鼓演奏など）
  - 子ども金魚台輪みこしパレード
- 民謡流し（新発田音頭、新発田甚句による民謡流し）
- よさこいしばた
- おまつりパレード
- 帰り台輪

## 新発田台輪
- 新発田祭りの華である新発田台輪は、1726年（享保11年）頃に遡る。時の6代新発田藩藩主溝口直治が祭の賑わいを出すため飾り人形の屋台を出すようにとのおふれを出されたのが始まりと言われている。
- 発田台輪の特徴は三輪であり、前輪を持ち上げては下ろす「あおり」という動作を繰り返し運行する。
- 現在は6台が現存しており、新発田市の有形民俗文化財に指定されている。
  - 泉町泉組台輪
  - 両町台輪
  - 三ノ町い組台輪
  - 四ノ町し組台輪
  - 上町一番組台輪
  - 下町わ組台輪
- 8月27日早朝に各町内から出発し諏訪神社に奉納され（奉納台輪）、29日の夕刻に諏訪神社を後にして各町内に向かう途中、前を行く台輪を追い越そうとする度に台輪同士での「あおり」や「もみあい」が始まる（帰り台輪）。
- 帰り台輪は通称けんか台輪と呼ばれ、文字通りのけんか祭りの様相を呈する。
- 1990年（平成2年）東京で行われた第125代天皇上皇明仁即位を奉祝する「日本のお祭りパレード」に参加し、新発田台輪独特の「あおり」で見物者の注目を浴びる事となった。
- 年々知名度も少しずつ上がっており県内外からの見物客が増えてきている。
- 1999年（平成11年）11月、天皇陛下御即位10周年奉祝祝賀パレードに参加。
- 2009年(平成21年)11月21日、天皇陛下御即位二十年をお祝いする国民祭典のパレードに参加。